# Ronny Büchel
Pour les articles homonymes, voir Büchel.
Ronny Büchel est un footballeur liechtensteinois né le 19 mars 1982 à Vaduz (Liechtenstein). Il a remporté 3 fois le titre de meilleur joueur du Liechtenstein (1999,2000,2001.)

## Carrière

### En club
- 2000-2001 : FC Vaduz ( Liechtenstein)
- 2001-2002 : Young Boys Berne ( Suisse)
- 2002-2003 : FC Vaduz ( Liechtenstein)
- 2003-2004 : FC Coire 97 ( Suisse)
- 2004-2005 : USV Eschen/Mauren ( Liechtenstein)
- 2005-2006 : USV Eschen/Mauren ( Liechtenstein)
- 2006-2007 : USV Eschen/Mauren ( Liechtenstein)
- 2007-2008 : USV Eschen/Mauren ( Liechtenstein)
- 2008-2009 : USV Eschen/Mauren ( Liechtenstein)
- 2009-2010 : USV Eschen/Mauren ( Liechtenstein)
- 2010-2011 : USV Eschen/Mauren ( Liechtenstein)

### En sélection
.55 buts en 88 sélections.  

### Palmarès
- Vainqueur de la Coupe du Liechtenstein : 2001 et 2003